# Дятловый попугайчик Финша
Дятловый попугайчик Финша (лат. Micropsitta finschii) — птица семейства попугаевых. Названа в честь немецкого орнитолога Отто Финша (1839—1917).

## Внешний вид
Длина тела около 9 см; вес — около 12 г. Основная окраска оперения зелёная, брюхо — светло-зелёное. Клюв тёмно-серый, радужка оранжево-красная, ноги серые.

## Распространение
Обитают на острове Новая Ирландия и близлежащих мелких островах архипелага Бисмарка (Папуа-Новая Гвинея) и на Соломоновых островах, включая остров Бугенвиль.

## Образ жизни
Населяют субтропические и тропические влажные леса.

## Классификация
Вид включает в себя 5 подвидов:
- Micropsitta finschii aolae (Ogilvie-Grant, 1888)
- Micropsitta finschii finschii (E. P. Ramsay, 1881)
- Micropsitta finschii nanina (Tristram, 1891)
- Micropsitta finschii tristrami (Rothschild & Hartert, 1902)
- Micropsitta finschii viridifrons (Rothschild & Hartert, 1899)